# Masaki Inoue
Masaki Inoue (japanska: 井上 昌己), född den 25 juli 1979 i Nagasaki, Japan, är en japansk tävlingscyklist som tog OS-silver i lagsprintscyklingen vid olympiska sommarspelen 2004 i Aten.